# Euryops vimineus
Euryops vimineus là một loài thực vật có hoa trong họ Cúc. Loài này được (L.f.) DC. mô tả khoa học đầu tiên.